# Ioánnis G. Ikonomídis
Ioánnis G. Ikonomídis  (grec moderne : Ιωάννης Γ. Οικονομίδης) était un combattant et homme politique grec qui participa à la guerre d'indépendance grecque.
Né dans une des grandes familles de Messénie, près de Navarin, il fut membre de la Gérousie du Péloponnèse.
Il participa aux combats de Navarin en 1821. Il fut ensuite élu à l'assemblée nationale d'Astros en 1823. Il participa enfin aux trois phases (Épidaure, Kastri et Trézène) de la troisième Assemblée nationale grecque.

## Sources
- (el) Phótios Chrysanthópoulos, Βίοι Πελοποννησίων ανδρών και των εξώθεν εις την Πελοπόννησον ελθόντων κληρικών, στρατιωτικών και πολιτικών των αγωνισαμένων τον αγώνα της επαναστάσεως, Athènes, Stávros Andrópoulos,‎ 1888, 335 p. (lire en ligne)
- (el) Parlement grec, Μητρώο Πληρεξουσίων, Γερουσαστών και Βουλευτών. 1822-1935, Athènes, Parlement grec,‎ 1986, 159 p. (lire en ligne) [PDF]